# Milan Šufflay
Milan Šufflay (Lepoglava, 8. studenoga 1879. – Zagreb, 19. veljače 1931.), bio je hrvatski povjesničar, pravaški političar, prevoditelj i književnik. Jedan je od utemeljitelja albanologije te autor prvoga hrvatskog znanstvenofantastičnog romana.

## Životopis
Milan Šufflay rođen je u Lepoglavi 1879. godine, kao najmlađe dijete učitelja Augustina Šufflaya i Franciske rođ. Welle von Vorstern, ugarske Njemice iz Osijeka. Imao je dvije starije sestre Angelu i Zlatu s kojima je cijelog života bio tijesno povezan. Polazio je zagrebačku Klasičnu gimnaziju koju je završio 1897. godine. Povijest je studirao na Zagrebačkome sveučilištu. Postigao je stupanj doktora filozofije 1901. godine na temelju disertacije Hrvatska i zadnja pregnuća istočne imperije pod žezlom triju Komnena (1075-1180). U gimnaziji i na sveučilištu bio je daleko najbolji đak i student, ali nagrada, briljantni prsten, pripala je drugome, što ga je veoma pogodilo. Još kao sveučilištarac vladao je francuskim, njemačkim, talijanskim, engleskim, svim slavenskim jezicima, također latinskim, starogrčkim i srednjogrčkim a kasnije je svladao novogrčki, albanski, hebrejski i sanskrt. Profesor Tadija Smičiklas držao ga je svojim najdarovitijim studentom; bio mu je asistent kod redigiranja Akademijina Codex diplomaticus.
Studirao je u Institutu za austrijsku povijest u Beču (1902. – 1903.). Proučavao je hrvatsku srednjovjekovnu povijest i albansku prošlost. Postao je i povjesničar Balkana, uvjeren da je jedino ispravno prošlost Hrvata istraživati iz balkanske pozicije i tako osobno prekida s uvriježenim mišljenjem hrvatskih povjesničara da su Hrvati predstavnici Zapada i u oprjeci spram Balkana. Mađarski povjesničar Ljudevit Thallóczy, videći u njemu veliki talent kojega valja privući u mađarski tabor, dovodi ga u Budimpeštu gdje za malu plaću radi u Narodnom muzeju. U Narodnom muzeju u Budimpešti bio je kustos (1904. – 1908.). Ban Levin Rauch ga, mimo prijedloga sveučilišnoga senata, imenuje izvanrednim sveučilišnim profesorom na katedri za pomoćne povijesne znanosti, u Zagrebu 1908. godine. Godine 1912. izabran je za redovitog profesora. Međutim, kad je za bana došao njegov daljnji rođak Nikola Tomašić, s kojim je bio u trajnim neprijateljskim odnosima, morao je otići sa Sveučilišta.
Početkom 1915. godine je mobiliziran, makar su sveučilišni profesori bili oslobođeni vojne dužnosti. Otpušten je uskoro zbog bolesti i tada piše svoje najznačajnije radove.

### Suđenje
U novoj državi Kraljevini SHS 1921. godine uhićen je zbog veleizdaje (špijuniranja u korist strane države) i izveden pred sud zajedno s također optuženim dr. Ivom Pilarom i još 14 suoptuženika. Proces protiv njih bio je od 2. do 25. lipnja 1921. godine. Na sudu je tada rekao, govoreći o dijelu optužnice da su on i drugi radili na nasilnom odvajanju Hrvatske od Kraljevine SHS, kako Hrvatskoj ne treba oružana borba kao u Irskoj, a niti odvajanje nasilnim putem, te kako: 
»Hrvatska ima svoje državno pravo, a Hrvati kao politički narod kateksohen ↓1 imadu svoje naravno pravo, pravo samoodređenja. Prekinuće veze s bivšom monarkijom dne 29. listopada 1918. temelj je nezavisne države Hrvatske. Ta država ne nalazi se u drevnom sklopu... Nema otrgnuća! Nasuprot se baš radi o novom sklopu, koji bi imao tek pravno nastati. Tužiti me dakle, da ja hoću otrgnuti hrvatsku državu, koja postoji, od kraljevstva SHS, koje pravno ne postoji, pravna je i logička zabluda. (...) Ako je hrvatsko čuvstvo, želja i mišljenje o samoodređenju, hrvatskoj državi, vjera u Ententu grijeh, onda sam ja kriv. Ali to čuvstvo, tu želju, tu vjeru imade čitavi hrvatski narod i izrazio ih je preko svojih zastupnika banske Hrvatske. Vlast, koja me tuži, može ovdje dobiti proces proti meni, ali jer goni čitav hrvatski narod, izgubit će proces pred licem Evrope... Kao filozofu, kao slobodoumnom Hrvatu meni je lično svejedno, sjedio ja u malim uzama sudbenog stola ili druge koje kaznione, ili pak da izašav na tobožnju slobodu dodjem u veliku tamnicu, u kojoj hvala Bogu, tek privremeno čami hrvatski narod.«
Tijekom govora sudci su upadicama prekidali Šufflaya, rekavši da nitko ne progoni hrvatski narod a Šufflay je na to odgovorio "Pitajte Radića, on je hrvatski narod" zatim je dodao, na upadicu što će biti ako Radić umre, "Hrvatski narod emanirat će drugog Radića". Šufflay je, kao prvooptuženi, osuđen na tri godine i šest mjeseci državnih uza a presuda je snažnije odjeknula u inozemstvu nego u Hrvatskoj. Od ostalih suoptuženika najveću i najtežu kaznu dobio je Pavao See, 12 godina robije, Rudolf Vidak osuđen je na 4 godine državnih uza, Dragutin Taboršak na 3 godine i 4 mjeseca državnih uza, Franjo Škvorc i Jakob Petrić na 3 godine državnih uza, Josip Drenski Špoljarec na 2 godine i 4 mjeseca državnih uza, Ivan Havelka kažnjen je s 8 mjeseci državnoga zatvora, Gabrijel Kruhak, Florijan Štromar, Milan Galović i Ivan Kovačić dobili su po 6 mjeseci zatvora, dr. Ivo Pilar osuđen je na 2 mjeseca zatvora uvjetno za godinu dana a Šarlota Vidak, Antun Pavičić i Andrija Medar oslobođeni su optužbe zato što su sudci ocijenili kako optužbe protiv njih nisu bile dovoljno dokazane. Kolege znanstvenici iz brojnih zemalja pokušali su mu ishoditi pomilovanje, ali uzalud.

### Zatvor i nakon zatvora
Kaznu je izdržavao u kaznionici u Srijemskoj Mitrovici. Tijekom izdržavanja kazne u Zagrebu je operiran i konstatirali su mu tuberkulozu pluća, emfizem i grešku na srcu. Dne 2. listopada 1922. godine, otpušten je iz kaznionice nakon što je izdržao polovicu kazne i nastanjuje se kod sestre Zlate u Gundulićevoj 25, u Zagrebu. Po izlasku iz zatvora posvećuje se opet znanstvenome radu. U proljeće 1928. godine, prihvatio je ponudu katedre povijesti Jugoistočne Europe na budimpeštanskom sveučilištu i 1. lipnja iste godine, imenovan je sveučilišnim profesorom, no nije otputovao, jer mu je molba za putovnicom odbijena. U jesen 1929. godine na traženje albanske vlade i bečke Akademije znanosti nastavlja djelo Jirečeka i Thallóczyja, priređuje III. svezak arhivske građe Codex Albanicus. Prihvativši 1929. godine poziv albanskoga kralja Ahmeda Zogua da posjeti Albaniju, 1930. godine, nakon dugih peripetija i višekratnih intervencija albanske vlade, dobio je putovnicu za Albaniju te je u prosincu doputovao u Albaniju. Sredinom siječnja 1931. godine istraživao je arhivske fondove u Dubrovniku i Kotoru, a krajem siječnja iste godine bio je dovršen III. svezak izdanja Codex Albanicus.

### Atentat i smrt
Vrativši se iz Albanije primio je i prijeteće pismo, a onda su učestali napadaji na nj kroz tisak, što je bio jasan znak da su ga velikosrpski krugovi odlučili likvidirati. Pripadnici režimske organizacije Mlada Jugoslavija, koja je uživala kraljevu zaštitu, pričekali su ga, 18. veljače 1931. godine, na pragu kuće i razbili mu lubanju čekićem. Provalili su potom u stan i odnijeli u rukopisu zgotovljen III. svezak Codex albanicus. Umro je 19. veljače od posljedica zadobivenih ozljeda glave. Policijski agenti Belošević i Zwerger, koji su razbojstvo počinili, sklonili su se u Beograd i uzaludno je, poslije uspostave Banovine Hrvatske, traženo njihovo izručenje. Godine 1940., od 10. do 14. lipnja, u ponovljenom suđenju atentatorima Branku Zwergeru, Ljubomiru Beloševiću i Stevi Večerincu sud je i tad izbjegao dokazati notornu istinu, da su atentat i umorstvo izvršeni po naredbi šefa zagrebačke policije Janka Bedekovića, a po narudžbi iz Beograda. Sud je nakon trodnevne rasprave, 21. lipnja 1940. godine proglasio krivima Zwergera i Beloševića a Večerinac je oslobođen krivnje. Zwerger je osuđen "na kaznu vječne robije" i "na trajan gubitak časnih prava" a Belošević na pet godina robije i istodobni gubitak časnih prava. Nakon što državni tužitelj nije bio zadovoljan visinom kazni podnio je, 28. lipnja 1940. godine, Državnom odvjetništvu priziv i zahtjev za reviziju tražeći od Stola sedmorice neka donese novu odluku o visini kazni. Stol sedmorice potvrdio je kaznu za Zwergera a za Beloševića je održao novi proces pred Okružnim sudom u Zagrebu tijekom prosinca 1940. i siječnja 1941. godine i za njega donio je, 25. siječnja 1941. godine, oslobađajuću presudu. Albert Einstein i Heinrich Mann pozvali su preko Međunarodne lige za prava čovjeka svjetsku kulturnu javnost na prosvjed protiv zločina izvršenoga nad Milanom Šufflayem. Međutim, politička ubojstva Hrvata u Jugoslaviji su se nastavila.
Iako je bio pristaša Hrvatske stranke prava, pokopan je, 22. veljače 1931. godine, u odjeljku arkada na Mirogoju, koji pripada Hrvatskoj seljačkoj stranci.

## Na Pacifiku god. 2255.
Pokraj znanstvenih djela, napisao je i prvi hrvatski znanstvenofantastični roman, Na Pacifiku god. 2255., pa se smatra utemeljiteljem hrvatske znanstvenofantastične književnosti. To djelo objavio je 1924. godine pod pseudonimom Eamon O'Leigh a izlazilo je u Obzoru od 23. travnja do 1. kolovoza, u 75 nastavaka. U romanu je predvidio izbijanje Drugoga svjetskog rata, porast temperature na zemlji, uspon feminizma, porast uporabe droge i raznih stimulansa, prijelaz na vegetarijanstvo, bioinženjering i sl.

## Djela
- Hrvatska i zadnja pregnuća istočne imperije pod žezlom triju Komnena (1075-1180), Zagreb, 1901.
- Die Dalmatinische Privaturkunde, Beč, 1904.
- A két arbei iker-oklevél, Athenaeum irodalmi es nyomdai r.-t. nyomasa, Budimpešta, 1905.
- Biologie des albanesischen Volksstammes, München, 1916.
- Die Kirchenzustànde im vorturkischen Albanien von Milan v. Sufflay, Budimpešta, 1916.
- Acta et diplomata res Albaniae mediae aetatis illustrantia, (zajedno s Jirečekom i Thallóczyjem), Beč, 1913.; i drugi svezak 1918. (repr. Drejtoria e përgjithshme e arkivave të shqipërisë etc. Sv. 1: Annos 344-1343 tabulamque geographicam continens. Sv. 2: Annos 1344-1406 continens, Tirana, 2002.)
- Kostadin Balšić (1392-1402.): historijski roman u tri dijela, povijesni roman, Tiskara Merkur, Zagreb, 1920. (pod pseudonimom Alba Limi)[3]
- Ludwig v. Thalloczy: (1854-1916), Weidmannsche Buchhandlung, Berlin, 1920.
- Stadte und Burgen Albaniens hauptsachlich wahrend des Mittelalters, Beč-Leipzig, 1924.
- Srbi i Arbanasi. (Njihova simbioza u srednjem vijeku.), Beograd-Ljubljana, 1925. (Književna zajednica Kultura, Sarajevo, 1990.; pon. izd. Azur Journal, Zagreb, 1991.; eng. izd. Serbs and Albanians, na engleski preveli Wayles Browne i‎ Theresa Alt, Alerion, 2012.)
- Serbët dhe Shqiptarët, na albanski preveli Zef Fekeçi i Karl Gurakuqi, Tirana, 1926.
- Hrvatska u svijetlu svjetske historije i politike: dvanaest eseja, Tiskara Merkantile (Gj. Jutriša i drugovi), Zagreb, 1928., (pretiskano, Darko Sagrak, Zagreb, 1999.)
- Hrvati u sredovječnom svjetskom viru, 1931.
- Historija e Shqiptarëve të Veriut. Serbët e Shqiptarët, Priština, 1968.
- Dr. Milan Šufflay: znanstvenik, borac i mučenik: povodom 60 godišnjice od atentata 1931-1991, gl. i odg. ur. Dobroslav Paraga i Ante Paradžik, Hrvatska stranka prava, Zagreb, 1991.
- Kostadin Balšić, Zajednica Albanaca u Republici Hrvatskoj, Zagreb, 1997.
- Na Pacifiku god. 2255.: metagenetički roman u četiri knjige, Prosvjeta, Zagreb, 1998., znanstvenofantastični roman (prvi put uknjižen 1998.)
- Izabrani eseji, prikazi i članci, Darko Sagrak, Zagreb, 1999.
- Izabrani eseji, rasprave, prikazi, članci i korespondencija, pripremio za tisak i uredio Darko Sagrak, Zagreb, 2000.
- Izabrani politički spisi, prir. Dubravko Jelčić, u ediciji Stoljeća hrvatske književnosti, Zagreb, 2000.
- Dalmatinsko-hrvatska srednjovjekovna listina. Povijest hrvatskoga notarijata od XI. do XV. stoljeća, Zagreb, 2000., prijevod Die Dalmatinische Privaturkunde iz 1904. Uredio, proslovnom pripomenom popratio i preveo s njemačkoga Darko Sagrak. (2. izd. 2007.)

## Nagrade i odličja
- Dobio je najviše albansko odličje "Naim Frasheri d'or", posmrtno, 2002. godine, kada je u Albaniji o njemu održan i veliki znanstveni skup, "Shuflaj dhe Shqiptarët".[12][13]

## Spomen
- Na kući u Dalmatinskoj ulici br. 6, pred kojom je izvršen atentat na njega, Družba "Braća Hrvatskoga Zmaja" postavila mu je 1994. godine spomen-ploču.
- Albanska pošta posvetila je 25. studenoga 2013. godine drugo prigodno izdanje svjetski poznatim albanolozima (Milan Šufflay, Konstantin Jireček i Ljudevit Thallóczy).[14]
- Veleposlanstvo Republike Albanije u Zagrebu dodjeljuje Svjedodžbu o zaslugama "Milan Šufflay" (alb. Certifikata e Meritës "Milan Šufflay"), ljudima, institucijama ili organizacijama koje pružaju izvanredan doprinos jačanju prijateljstva i odnosa između Albanije i Hrvatske i njihovih naroda; za izvanredan doprinos miru, sigurnosti, stabilnosti i održivom razvoju u okružju; ili za poseban doprinos u akademskim, kulturnim, umjetničkim i znanstvenim područjima vezanim za Albance i Hrvate.[15]